# Гай Беллиций Торкват
Гай Беллиций Торкват (лат. Gaius Bellicius Torquatus) — римский политический деятель первой половины II века.
Родиной Торквата был город в Нарбонской Галлии Виенна. Его отцом является консул 124 года Гай Беллиций Флакк Торкват Тебаниан, а младшим братом консул 148 года Гай Беллиций Кальпурний Торкват. О cursus honorum Торквата известно только то, что он занимал должность ординарного консула вместе с Геродом Аттиком.